# Liga Premier de Israel 2023-24
La Liga Premier de Israel 2023-24, también conocida como Ligat ONE ZERO por razones de patrocinio, fue la vigésima quinta temporada desde su introducción en 1999 y la temporada 82.ª de fútbol de primer nivel en Israel. Comenzó el 26 de agosto de 2023 y terminó el 25 de mayo de 2024.
Maccabi Haifa es el defensor del título luego de coronarse campeón la temporada pasada.
La liga fue suspendida de manera temporal en octubre luego de cinco jornadas disputadas, como consecuencia del estallido de la guerra entre Israel y las milicias palestinas, siendo reanudada durante el primer fin de semana del mes de diciembre.

## Equipos participantes
| Club                 | Ciudad      | Estadio              | Capacidad |
| -------------------- | ----------- | -------------------- | --------- |
| Ashdod               | Asdod       | Estadio Yud-Alef     | 7.800     |
| Beitar Jerusalén     | Jerusalén   | Estadio Teddy Kollek | 31.733    |
| Bnei Sakhnin         | Sajnin      | Doha Stadium         | 8.500     |
| Hapoel Be'er Sheva   | Beerseba    | Turner Stadium       | 16,126    |
| Hapoel Hadera        | Hadera      | Estadio Netanya      | 13.610    |
| Hapoel Haifa         | Haifa       | Estadio Sammy Ofer   | 30.942    |
| Hapoel Jerusalem     | Jerusalén   | Estadio Teddy Kollek | 31.733    |
| Hapoel Petah-Tikvah  | Petaj Tikva | Estadio Hamoshava    | 11.500    |
| Hapoel Tel Aviv      | Tel Aviv    | Estadio Bloomfield   | 29.400    |
| Maccabi Bnei Reineh  | Reineh      | Estadio Green        | 5.200     |
| Maccabi Haifa        | Haifa       | Estadio Sammy Ofer   | 30.942    |
| Maccabi Netanya      | Netanya     | Estadio Netanya      | 13.610    |
| Maccabi Petah-Tikvah | Petaj Tikva | Estadio Hamoshava    | 11.500    |
| Maccabi Tel Aviv     | Tel Aviv    | Estadio Bloomfield   | 29.400    |

## Temporada regular

### Clasificación
| Pos. | Equipo               | Pts. | PJ | G  | E  | P  | GF | GC | Dif. | Clasificación 2022–23 |
| ---- | -------------------- | ---- | -- | -- | -- | -- | -- | -- | ---- | --------------------- |
| 1    | Maccabi Tel Aviv     | 62   | 26 | 19 | 5  | 2  | 55 | 20 | +35  | Grupo Campeonato      |
| 2    | Maccabi Haifa        | 55   | 26 | 17 | 6  | 3  | 55 | 18 | +37  | Grupo Campeonato      |
| 3    | Hapoel Be'er Sheva   | 49   | 26 | 15 | 4  | 7  | 45 | 19 | +26  | Grupo Campeonato      |
| 4    | Hapoel Haifa         | 47   | 26 | 14 | 5  | 7  | 38 | 32 | +6   | Grupo Campeonato      |
| 5    | Maccabi Bnei Reineh  | 34   | 26 | 8  | 10 | 8  | 27 | 26 | +1   | Grupo Campeonato      |
| 6    | Bnei Sakhnin         | 33   | 26 | 7  | 13 | 6  | 26 | 31 | −5   | Grupo Campeonato      |
| 7    | Hapoel Jerusalén     | 31   | 26 | 8  | 7  | 11 | 28 | 33 | −5   | Grupo Descenso        |
| 8    | Maccabi Petah-Tikvah | 30   | 26 | 8  | 6  | 12 | 31 | 48 | −17  | Grupo Descenso        |
| 9    | Maccabi Netanya      | 28   | 26 | 8  | 4  | 14 | 29 | 41 | −12  | Grupo Descenso        |
| 10   | Hapoel Hadera        | 28   | 26 | 8  | 4  | 14 | 21 | 38 | −17  | Grupo Descenso        |
| 11   | Hapoel Tel Aviv      | 26   | 26 | 6  | 9  | 11 | 29 | 37 | −8   | Grupo Descenso        |
| 12   | Beitar Jerusalén     | 25   | 26 | 8  | 6  | 12 | 34 | 34 | 0    | Grupo Descenso        |
| 13   | Ashdod               | 22   | 26 | 5  | 7  | 14 | 20 | 42 | −22  | Grupo Descenso        |
| 14   | Hapoel Petah-Tikvah  | 19   | 26 | 3  | 10 | 13 | 20 | 39 | −19  | Grupo Descenso        |

Actualizado a los partidos jugados el 17 de marzo de 2024.
 Fuente: Soccerway
Notas:
1. ↑  El Maccabi Haifa fue penalizado con dos puntos menos.
2. ↑  El Bnei Sakhnin fue penalizado con un punto menos.
3. ↑  El Hapoel Tel Aviv fue penalizado con un punto menos.
4. ↑  El Beitar Jerusalén fue penalizado con cinco puntos menos.

## Grupo Campeonato
| Pos. | Equipo               | Pts. | PJ | G  | E  | P  | GF | GC | Dif. | Clasificación 2024–25                                   |
| ---- | -------------------- | ---- | -- | -- | -- | -- | -- | -- | ---- | ------------------------------------------------------- |
| 1    | Maccabi Tel Aviv (C) | 82   | 35 | 25 | 7  | 3  | 73 | 25 | +48  | Segunda ronda clasificatoria de Liga de Campeones       |
| 2    | Maccabi Haifa        | 74   | 35 | 23 | 7  | 5  | 75 | 26 | +49  | Segunda ronda clasificatoria de Liga Europa Conferencia |
| 3    | Hapoel Be'er Sheva   | 61   | 35 | 19 | 4  | 12 | 54 | 36 | +18  | Segunda ronda clasificatoria de Liga Europa Conferencia |
| 4    | Hapoel Haifa         | 56   | 35 | 17 | 5  | 13 | 46 | 47 | −1   |                                                         |
| 5    | Maccabi Bnei Reineh  | 44   | 35 | 11 | 11 | 13 | 38 | 42 | −4   |                                                         |
| 6    | Bnei Sakhnin         | 41   | 35 | 9  | 15 | 11 | 36 | 45 | −9   |                                                         |

Actualizado a los partidos jugados el 21 de mayo de 2024.
 Fuente: Soccerway
Notas:
1. ↑  El Maccabi Haifa fue penalizado con dos puntos menos.
2. ↑  El Bnei Sakhnin fue penalizado con un punto menos.

## Grupo Descenso
| Pos. | Equipo                  | Pts. | PJ | G  | E  | P  | GF | GC | Dif. | Clasificación 2024–25           |
| ---- | ----------------------- | ---- | -- | -- | -- | -- | -- | -- | ---- | ------------------------------- |
| 1    | Hapoel Jerusalén        | 43   | 33 | 12 | 7  | 14 | 38 | 39 | −1   |                                 |
| 2    | Maccabi Petah-Tikvah    | 40   | 33 | 11 | 7  | 15 | 44 | 57 | −13  | Segunda ronda de la Liga Europa |
| 3    | Maccabi Netanya         | 38   | 33 | 11 | 5  | 17 | 36 | 48 | −12  |                                 |
| 4    | Ashdod                  | 37   | 33 | 9  | 10 | 14 | 29 | 45 | −16  |                                 |
| 5    | Beitar Jerusalén        | 36   | 33 | 11 | 8  | 14 | 45 | 40 | +5   |                                 |
| 6    | Hapoel Hadera           | 36   | 33 | 10 | 6  | 17 | 28 | 49 | −21  |                                 |
| 7    | Hapoel Tel Aviv (D)     | 33   | 33 | 8  | 10 | 15 | 35 | 51 | −16  | Descendido a Liga Leumit        |
| 8    | Hapoel Petah-Tikvah (D) | 24   | 33 | 4  | 12 | 17 | 25 | 51 | −26  | Descendido a Liga Leumit        |

Actualizado a los partidos jugados el 20 de mayo de 2024.
 Fuente: Soccerway
Notas:
1. ↑  El Maccabi Petah-Tikvah se clasificó a la Liga Europa como campeón de la Copa de Israel.
2. ↑  El Beitar Jerusalén fue penalizado con cinco puntos menos.
3. ↑  El Hapoel Tel Aviv fue penalizado con un punto menos.

## Goleadores
Actualizado al 25 de mayo de 2024
| Posición | Jugador          | Club             | Goles |
| -------- | ---------------- | ---------------- | ----- |
| 1        | Din David        | Maccabi Haifa    | 20    |
| 1        | Eran Zahavi      | Maccabi Tel Aviv | 20    |
| 3        | Frantzdy Pierrot | Maccabi Haifa    | 18    |
| 4        | Guy Melamed      | Hapoel Haifa     | 17    |
| 5        | Yarden Shua      | Beitar Jerusalén | 12    |
| 5        | Elan Madmon      | Hapoel Hadera    | 12    |